# Щирлиц
Макс Ото фон Щирлиц (на немски: Standartenführer Max Otto von Stierlitz) или само Щирлиц – щандартенфюрер от СС, също и Максим Исаев, с действително име Всеволод Владимиров) е литературен персонаж, герой на много произведения на руския съветски писател Юлиан Семьонов и народни анекдоти, съветски разузнавач, работещ за СССР в Нацистка Германия и други страни.
Известност на Щирлиц донася телевизионният сериал „Седемнадесет мига от пролетта“ по едноименното произведение, където ролята играе Вячеслав Тихонов. Този персонаж става един от най-известните образи на разузнавачи в съветската и постсъветска култура, съпоставим с Джеймс Бонд в западната култура.
Според най-разпространената версия като прототип при изграждането на художествения образ на Щирлиц авторът на произведението си бил послужил с Вили Леман.